# Teoria przejęcia władzy

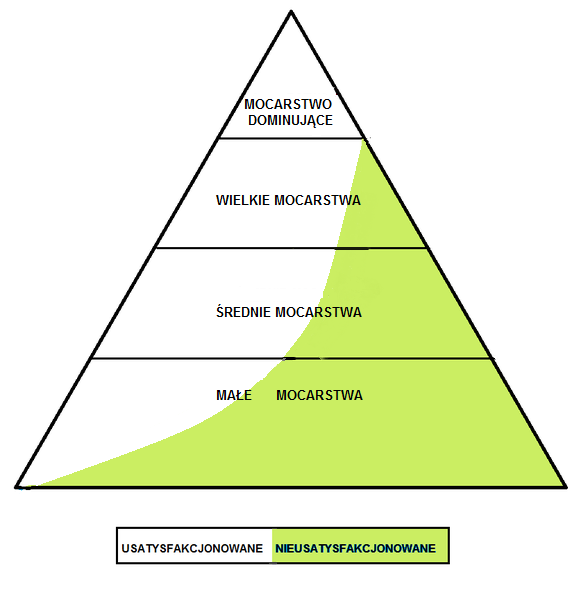
Hierarchia mocarstw w formie piramidy

Teoria przejęcia władzy lub teoria tranzycji potęgi czy też teoria przepływu potęgi (ang. power transition theory) – teoria opisująca cykliczną naturę wojny, w powiązaniu z rolą mocarstw w polityce międzynarodowej. Jej twórcy to Abramo Fimo Kenneth Organski i Jacek Kugler.
Teoria zmiany siły opisuje politykę międzynarodową jako hierarchię mocarstw. Celem teorii jest zbadanie cyklicznej natury wojen hegemonicznych i tego jak zmiana mocarstw wpływa na występowanie tych wojen.

## Prawdopodobieństwo wojny i stabilność sojuszy
Posługując się metaforą “piramidy”, Organski pokazuje że istnieje wiele słabych i kilka silnych państw. Najsilniejsze państwo zostało określone jako „mocarstwo dominujące”. Ma ono stosunkowo największy potencjał. Składają się nań: ludność, terytorium, zasoby naturalne, siły militarne, ekonomia i stabilność polityczna. Jest to pierwszy typ państwa. Ogółem Organski opisał 4 typy państw. Zmiana statusu mocarstwowego następowała między państwem dominującym a wielkim mocarstwem (w większości przypadków) i prowadziła do wojny.
- Mocarstwo dominujące – czyli światowe mocarstwo posiadające największe wpływy globalne i supremację w ogólnej potędze nad innymi wielkimi mocarstwami („hipermocarstwo”). Aby sprawować hegemonię takie mocarstwo musi pozyskiwać sojuszników w gronie wielkich mocarstw. Uważa się, że rolę taką spełniały w przeszłości: Hiszpania[5][6] i Wielka Brytania[7][8], obecnie zaś – USA[9].
- Wielkie mocarstwa – grupa potencjalnych rywali mocarstwa dominującego, państwa mające znaczne wpływy polityczne poza własnym regionem i możliwości rozciągnięcia ich na cały świat (ambicje globalne). Są to mocarstwa które w danym momencie nie są jeszcze w stanie rzucić wyzwania dominującemu mocarstwu, lecz mają potencjał by uczynić to w przyszłości. Obecnie uważa się, iż taka rolę spełniają: Chiny, Rosja, Unia Europejska, Japonia i Indie[10]. W ich gronie znajduje się przyszły rywal mocarstwa dominującego (ang. challenger)[11], który uzyskuje minimum 80% siły państwa dominującego, przy czym obecnie największe szanse przypisuje się Chinom[12].
- Średnie mocarstwa – mające znaczenie dominujące w regionie, lecz niemające szans na rzucenie wyzwania mocarstwu dominującemu. Na tej zasadzie klasyfikuje się do tej grupy państwa takie jak: Indie (w Azji Południowej), Brazylia (w Ameryce Południowej), Włochy (w południowej Europie i basenie Morza śródziemnego), Wielka Brytania (północna Europa), RPA (w Afryce południowej), Izrael (na Bliskim Wschodzie), Indonezja (w Azji południowo-wschodniej), Francja (Europa Zachodnia), Niemcy (Europa Zachodnia), Japonia (Azja Wschodnia).
- Małe mocarstwa – państwa nie spełniające znaczącej roli w regionie, często rywale aktualnych mocarstw regionalnych. Wymienia się tu często takie państwa jak: Australia, Kanada, Hiszpania, Polska, Meksyk, Korea Południowa.

Państwo dominujące znajdujące się na szczycie piramidy osiągnąwszy już swą pozycję dąży do zachowania „status quo” w systemie międzynarodowym, określa „reguły gry” i czerpie z nich korzyści. Przewodzi ono grupie państw „usatysfakcjonowanych” aktualnym ładem międzynarodowym. W opozycji do tej grupy są państwa „nieusatysfakcjonowane” („rewizjonistyczne”) z powodu zbyt niskiej pozycji w systemie międzynarodowym. Zalicza się do nich wielkie mocarstwa chcące uzyskać (lub odzyskać) pierwsze miejsce w społeczności międzynarodowej. Jeżeli międzynarodowe status quo jest bronione przez mocarstwo dominujące, jedynie najsilniejsze z rewizjonistycznych państw z grupy wielkich mocarstw (takie którego potencjał wynosi co najmniej 80% potencjału którym dysponuje mocarstwo dominujące) może podjąć próbę zmiany status quo i rzucić mu wyzwanie jako główny rywal (challenger). Prawdopodobieństwo konfliktu między rywalem a hegemonem kiedy stosunek sił między nimi kształtuje się odpowiednio jak 4:5 i 6:5. Porządek międzynarodowy staje się wtedy dwubiegunowy. Następnie jedna strona – dominująca lub rzucająca wyzwanie – wygrywa, układ sił wraca do jednobiegunowości, a cykl zaczyna się od nowa.
Według Organskiego dystrybucja politycznych, ekonomicznych i militarnych możliwości między walczącymi ze sobą grupami państw zwiększa prawdopodobieństwo wojny; zaś pokój jest lepiej zabezpieczony kiedy nie ma równowagi potencjalnych możliwości między państwami przeważającymi a słabszymi. Najpoważniejszą konsekwencją takiej wojny jest zmiana systemu i powstanie nowej międzynarodowej hierarchii mocarstw oraz określenie kto będzie zarządzał systemem międzynarodowym i czyim interesom nowy ład międzynarodowy będzie podporządkowany. Zatem w przeciwieństwie do tradycyjnej teorii “równowagi sił” („Balance of power”), która uznaje że równość sił jest warunkiem pokoju – teoria zmiany siły dochodzi do przeciwnego wniosku, twierdząc że prawdopodobieństwo wojny między rosnącym w siłę mocarstwem (rywalem) a państwem dominującym może doprowadzić do przejęcia statusu mocarstwowego.
Jednakże zmiana w układzie sił nie zawsze musi odbywać się na drodze wojny, gdyż w sytuacji w której oba mocarstwa: „stare” – dominujące i „nowe” – wschodzące są usatysfakcjonowane, ryzyko wojny między nimi jest minimalne, a przejście do nowej dominacji odbywa się w sposób pokojowy, bez istotnej zmiany struktury systemu (tranzycja pokojowa). Tak było kiedy USA przystępując do dwóch wojen światowych (w latach 1917 i 1941), przejęły od Wielkiej Brytanii rolę przywódcy w walce przeciw Niemcom, a zatem i rolę dominującego mocarstwa. Istnieją również inne aspekty tej teorii: podstawy potęgi mocarstw są bardzo zmienne, zwłaszcza liczba ludności i polityczna zdolność (zdefiniowana jako możliwość kontrolowania przez rząd zasobów wewnętrznych).